# Berstheim
Berstheim ist eine französische Gemeinde mit 490 Einwohnern (Stand 1. Januar 2021) im elsässischen Département Bas-Rhin in der Region Grand Est (bis 2015 Elsass).

## Geschichte
Wegen einiger Orte im deutschen Sprachraum mit ähnlichem Namen, die nicht sehr weit voneinander entfernt liegen (Bernolsheim, Berolzheim, Bechtolsheim) wollten sich die Historiker bis heute oft nicht entscheiden, welchem Ort die Namen aus mittelalterlichen Urkunden zuzuordnen sind. In den beiden Urkunden für das Kloster Fulda von 797 (CDF 148) und 798 (FUB 254) in „Beroldasheim“ soll Bernolsheim gemeint sein, und in der Urkunde für das Kloster Lorsch von 815 in „Bernesheim“ (CL II 2619) kann sich der Forscher aussuchen, ob er sie auf Berstheim, Berolzheim oder Bernolsheim bezieht. Auch bei der undatierbaren Lorscher Urkunde CL III 3682 darf der Forscher wählen. Erst in der Schenkungsurkunde König Konrads für einen Genter Leibeigenen von 1024 (CL I 96) wird „Bernesheim“ mit Berstheim gleichgesetzt. 1024 ist also nach dem aktuellen Stand der Forschung (8/2022) das Jahr der urkundlichen Ersterwähnung Berstheims. Der Ort war im Mittelalter ein Dorf der Bailliage de Haguenau, der Ballei um Haguenau und ein Reichsdorf bis 1713.

Von 1871 bis 1918 gehörte der Ort als Teil von Elsass-Lothringen zum Deutschen Reich. Im Jahr 1914 entdeckte man in Berstheim Erdölvorkommen.

## Wappen
Wappenbeschreibung: In Blau auf einem silbernen Pferd sitzt der heilige Martin ohne den knienden Bettler in Gold einen Mantel zerteilend.

## Bevölkerungsentwicklung
| Jahr      | 1962 | 1968 | 1975 | 1982 | 1990 | 1999 | 2006 | 2013 |
| Einwohner | 228  | 231  | 243  | 264  | 310  | 357  | 365  | 417  |

## Sehenswürdigkeiten
- Kirche Saint-Martin aus der zweiten Hälfte des 18. Jahrhunderts mit einem Gemälde von Carola Sorg, datiert auf das Jahr 1859.